# Claus Kühnl
Claus Kühnl   (Arnstein, 17 de novembre de 1957) és un compositor alemany que viu a Frankfurt del Main.

## Biografia
Claus Kühnl va ser el primer fill de Gudrun Kühnl (née Schmitt) de la Baixa Francònia i Wilhelm Kühnl, que provenia dels Sudets. Va rebre la seva formació musical acadèmica des del 1973 (inicialment com a intern durant els anys de batxillerat) fins al 1980 a la Universitat de Música de Würzburg amb Bertold Hummel (composició), Julian von Károlyi (piano), Hanns Reinartz (direcció) i Zsolt Gárdonyi (teoria musical). També va rebre la influència dels seminaris d'anàlisi sobre música nova amb Klaus Hinrich Stahmer i, del 1978 al 1980, de l'orquestra de cambra estudiantil "Musici Allegri", que el va triar com a director. L'any 1980 va aprovar l'examen estatal de piano. El mateix any, Kühnl va anar a Frankfurt del Main, on va continuar inicialment els seus estudis de composició amb Hans Ulrich Engelmann a la Universitat de Música i Arts Escèniques. Allà va conèixer el compositor Gerhard Müller-Hornbach, amb qui va fundar el "Mutare Ensemble" el 1981 per a la interpretació de música contemporània i clàssica rarament interpretada.
Aquest període també va veure les primeres publicacions i l'inici de les activitats docents de Kühnl a Dr. Conservatori Hoch de Frankfurt. Al principi va ensenyar teoria musical; L'any 1984 va optar amb èxit a una plaça i va fundar una classe de composició i música de cambra en aquest institut. Entremig, va ensenyar simultàniament teoria musical a l'Institut de Musicologia de la Universitat Johann Wolfgang Goethe de Frankfurt del Main i a l'Acadèmia de Música de Darmstadt.
El 1983 va rebre una beca a la Cité Internationale des Arts de París. A París va conèixer a Tristan Murail i Henri Dutilleux, les obres dels quals va estudiar. L'augment de les comissions de composició va fer que el 1986 es retirés de la direcció del "Mutare Ensemble". El 1987 va conèixer per primera vegada Wilhelm Killmayer durant una setmana de treball per a joves compositors a Hilchenbach, que Killmayer va dirigir. El 1988 va rebre l'encàrrec del Festival de Frankfurt pel teatre musical de La petite mort (estrena 1991), i un any més tard la composició de conjunt Duplum, Musik des Lichtes und der Finsternis encarregada pel Philharmonia Ensemble del Hessischer Rundfunk.
Gràcies a una nova beca, Claus Kühnl va viure un any a la Villa Massimo Roma el 1990. Va ser allà on van germinar les primeres reflexions sobre un plantejament estètic, que va descriure amb el terme panharmònic. En aquella època, era positiu sobre els primers signes notables de la globalització, defensant una fusió de diverses influències estilístiques de les quals sorgirien "nous aliatges". Un exemple d'aquesta època és la peça Lausche den Winden, encarregada pel Quartet avance.
Després del seu retorn de Roma, va ser nomenat professor de composició al Conservatori Peter Cornelius de Magúncia el 1992, però va abandonar aquest càrrec després d'un any. Els anys següents, a més de les seves activitats habituals, Kühnl es va dedicar a diferents projectes culturals, va participar en un paper protagonista a Response (els estudiants componen) i va actuar com a assessor del cap del departament cultural de Hanau durant quatre anys. Del 1993 al 1997, amb llargues interrupcions, va treballar en l'òpera Die Geschichte von der Schüssel und vom Löffel (estrena a Bielefeld el 1998), basada en un llibre infantil de Michael Ende, a qui Kühnl va trobar diverses vegades a Munic fins al 1995. Claus Kühnl és membre voluntari de la junta directiva de la Fundació Mozart de 1838 a Frankfurt del Main des de 1993.
Kühnl va passar els anys 1999 i 2000 com a becari de la International Artists' House Villa Concordia a Bamberg. Allà es va fer amic de l'escriptor Jochen Missfeldt. En comparació amb l'enfocament panharmònic dels anys noranta, les obres del període següent es caracteritzen novament per una major economia de mitjans i una simplificació deliberada. L'obra principal d'aquesta època és el concert per a mandolina i 13 instrumentistes Voller Sonnen, estrenat l'any 2006 al "World New Music Festival de Stuttgart". Si bé el pensament en micró intervals i la música espectral (com a conseqüència de la influència francesa) ja van tenir un cert paper en la seva obra des de mitjans dels anys vuitanta, aquesta tendència va augmentar a partir del canvi de mil·lenni. Si bé els micro intervals inicialment estaven pensats per tenir una funció purament melòdica en el marc de diverses figures quasi retòriques, ara també juguen un paper decisiu verticalment i provoquen batecs o camps espectrals que s'expressen en un so més subtil.
El juliol de 2016, la Universitat de Música i Arts Escèniques va nomenar Claus Kuhnl professor honorari. Claus Kühnl va acabar la seva carrera docent al Dr. Conservatori de Hoch a l'octubre de 2023.
Claus Kühnl està casat amb el músic Yumi Yokoyama. Té dos fills del seu primer matrimoni.

## Premis i beques (selecció)
- 1982: Beca de la Fundació Mozart de 1838 a Frankfurt del Main
- 1983: Becari a la Cité Internationale des Arts de París
- 1987: Seleccionat per a la Setmana dels Joves Compositors a Hilchenbach
- 1989: Premi de Composició de la capital de l'estat Stuttgart
- 1990: Becari a l'Acadèmia Alemanya de Roma Villa Massimo
- 1999: Becari a la International Artists House Villa Concordia de Bamberg
- 2006: Seleccionat per al World New Music Festival de Stuttgart
- 2010: Primer premi al Concorso Internazionale di Composizione Musicale. Reggio Calàbria, per a la Sonata 1 per a piano

## Alumnes coneguts
Les personalitats esmentades van començar els seus estudis de composició a la classe de Kühnl en el Dr. Conservatori de Hoch, tret que s'indiqui el contrari.
- Yiğit Aydın,[7] (estudis de postgrau artístic)[8]
- Roland Böer[8]
- Moritz Eggert[9]
- Frank Gerhardt[10]
- Robin Hoffmann[11]
- Bernhard König[8]
- Moritz Laßmann[12]

Altres estudiants de la recent carrera docent de Kühnl (fins al 2023):
- Marisa Algari[13]
- Marlene Jacobs[14]
- Ágnes Peregi[15]
- Sina Fani Sani[16]
- Lars Schönebeck[17][18]
- Robin Wächtershäuser[19]
- Hanyu Xiao (Universitat de Música i Arts Escèniques de Frankfurt del Main)[20]

## Escrits seleccionats
- Música i Eros: pensaments d'un jove compositor. A: Nova revista de música. Schott, Mainz juliol/agost de 1985.[21]
- El poeta de la nit - Henri Dutilleux. A: Nova revista de música. Schott, Mainz, gener de 1989.[22]
- Lost Shadow o les obres escèniques de Hans Ulrich Engelmann. A: Commedia humana H.U. Engelmann i la seva obra. Un repàs de vida. Breitkopf i Härtel, Wiesbaden 1985, ISBN 3-7651-0200-8, pàgs. 70–90.[8] - Bibliografia: Escrits sobre Hans Ulrich Engelmann
- Mai al mateix riu - carta a un jove compositor de principis de segle. A: Òpera actual / The Bavarian State Opera. Stiebner Editor, Munic 2000/2001, ISSN 1431-8318, ISBN 3-8307-1655-9.
- L'ordre clàssic es va expandir: Bertold Hummel - compositor al segle XX. A: Diari de música nova. novembre de 2002.
- Fora del punt cec: Claus Kühnl en conversa amb Julia Cloot. A: Rearview Mirror - Composició contemporània en diàleg amb música antiga. Editat per Christian Thorau, Julia Cloot i Marion Saxer. Schott, Música, Mainz 2010, ISBN 978-3-7957-0118-5.
- Contribucions a una teoria de l'harmonia 2000. Friedrich Hofmeister Musikverlag, Leipzig 2022, ISMN 979-0-2034-3883-0.[23]
- Les obres simfòniques de Bertold Hummel. A: Bertold Hummel (= Compositors a Baviera. Volum 31). Editat per Alexander L. Suder. Schneider, Tutzing 1998, ISBN 3-7952-0944-7, pàgs. 49–78.[24]